# Geolycosa minor
Geolycosa minor là một loài nhện trong họ Lycosidae.
Loài này thuộc chi Geolycosa. Geolycosa minor được Eugène Simon miêu tả năm 1910.